# Novine
Novine (in lingua inglese The Paper) è una serie televisiva croata di Ivica Đikić, del 2016. In Italia è trasmessa su Netflix dal maggio 2018.
Il 1 gennaio 2019 è uscita la seconda serie (11 episodi).

## Trama
Mario Kardum (Aleksandar Cvjetković), un influente tycoon dell’edilizia, ha improvvisamente fretta di acquistare la testata giornalistica Novine, poiché il giovane giornalista Andrej Marinković (Goran Marković) ha cominciato ad effettuare ricerche riguardo ad un misterioso incidente automobilistico che vede in qualche modo collegato il futuro proprietario di Novine. L’improvviso cambio di proprietà innesca inquietudine e fermento all’interno della redazione, causati da sete di potere, vanità ed ambizione.
Al centro di queste inquietudini ci sono l’esperta giornalista Dijana Mitrović (Branka Katić) Nikola Martić (Trpimir Jurkić) Martin Vidov (Zijad Gračić) e Alenka Jović-Marinković (Olga Pakalović): uno di questi sarà il nuovo capo-redattore.
La stagione 2 della serie è ambientata durante le elezioni presidenziali nelle quali si affrontano il sindaco Ludvig Tomašević (Dragan Despot) e il Presidente uscente Jelena Krsnik (Nives Ivanković). Le due settimane di campagna elettorale saranno accompagnate in modo inaspettato da bugie, ricatti e un omicidio.
Ludvig Tomašević rimarrà famoso per le parole: “Questo popolo sa tutto, questo popolo non mente mai. Hanno mentito a questo popolo troppo a lungo. Ed adesso arriva la resa dei conti.”

## Episodi
| Stagione         | Episodi | Prima TV | Prima TV in Italia |
| ---------------- | ------- | -------- | ------------------ |
| Prima stagione   | 12      | 2016     | 2017-2018          |
| Seconda stagione | 11      | 2018     | 2019               |

## Produzione
La serie è creata da una delle sceneggiatrice Ivica Đikić. È ambientato e girato a Fiume. La serie è prodotta dalla televisione di stato croata HRT e poi acquistata da Netflix.